# From Wisdom to Hate
| Оценки критиков     | Оценки критиков |
| Источник            | Оценка          |
| ------------------- | --------------- |
| AllMusic            | [ 1 ]           |
| RockHard            | [ 2 ]           |
| Chronicles of Chaos | [ 3 ]           |

From Wisdom to Hate (с англ. — «От мудрости к ненависти») — четвёртый альбом канадской дэт-метал группы Gorguts, выпущенный 6 марта 2001 года на лейблах Olympic Recordings и Season of Mist. Его музыкальный стиль можно считать компромиссом между предыдущим альбомом Obscura, отличающимся крайне новаторским подходом к написанию техничного дэт-метала, и первыми двумя альбомами Considered Dead и The Erosion of Sanity, выполненными в более традиционном стиле. Это единственный альбом Gorguts с участием барабанщика Стива Макдональда. У Макдональда была хроническая депрессия, и он покончил жизнь самоубийством в 2002 году, что в конечном итоге привело к распаду Gorguts в 2005 году.
Бывший гитарист Gorguts Стив Хёрдл сформировал группу Negativa, к которой Лемэй присоединился по приглашению Хёрдла в 2006 году. Люк Лемэй вновь собрал Gorguts в 2008 году с новым составом и выпустил новый альбом под названием Colored Sands в 2013 году.

## Переиздания
Звукозаписывающий лейбл War on Music переиздал альбом на виниле в 2011 году.
Century Media Records переиздали альбом в 2015 году с примечаниями Люка Лемэя на виниле и компакт-диске вместе с предыдущим альбомом Obscura.

## Музыкальный стиль и тексты
Стиль альбома можно описать как нечто среднее между Obscura и первыми двумя альбомами группы. По словам Уильяма Йорка из AllMusic: «В конце концов, From Wisdom to Hate может не иметь такого же эпического размаха или безумной интенсивности, как Obscura, но, если взять эксперименты этого альбома и приспособить их к (относительно) более простому звучанию, это определённо более доступно для восприятия». Хэнк Штимер из Pitchfork написал, что в From Wisdom to Hate «Люк Лемэй упростил безумный беспорядок Obscura, получив менее диковинное, но столь же выдающееся высказывание».
Люк Лемэй в интервью говорил про альбом:

Если постараться описать весь альбом одним словом, я бы выбрал древность. Это только начало, но это хорошее слово, поскольку две песни на этом диске относятся к эпохе Средневековья. Но все остальные песни связаны с открытием Месопотамии и культур, составлявших колыбель цивилизации. Откуда пришли все знания в области математики, науки и архитектуры. Обо всем этом можно много сказать, и была проделана действительно тяжелая работа для того, чтобы убедиться, что мы все поняли правильно. Вы увидите, что в к текстам песен на альбоме я нашел время, чтобы написать пролог к каждой песне, чтобы люди знали, о чём она.

Лемей объяснял в интервью, что вступительный трек «Inverted» бросил ему композиционный вызов во время написания альбома: «Я на несколько месяцев застрял на медленных партиях в середине трека… а затем я объяснил Дэну [Монгрейну, гитаристу FWTH] то, что я хотел исполнить, но не мог сыграть это. Дэн сыграл что-то из того, что я ему объяснил, в определённом ритме, и тут все прояснилось! Я закончил песню в мгновение ока».

## Список композиций
Все тексты написаны Люком Лемэем.
| №                   | Название                    | Музыка              | Длительность |
| ------------------- | --------------------------- | ------------------- | ------------ |
| 1.                  | «Inverted»                  | Лемэй               | 4:23         |
| 2.                  | «Behave Through Mythos»     | Клотье              | 5:10         |
| 3.                  | «From Wisdom to Hate»       | Монгрейн, Клотье    | 5:06         |
| 4.                  | «The Quest for Equilibrium» | Лемэй               | 6:47         |
| 5.                  | «Unearthing the Past»       | Монгрейн            | 5:02         |
| 6.                  | «Elusive Treasures»         | Клотье, Монгрейн    | 6:19         |
| 7.                  | «Das Martyrium Des»         | Лемэй, Монгрейн     | 4:33         |
| 8.                  | «Testimonial Ruins»         | Монгрейн, Лемэй     | 3:19         |
| Общая длительность: | Общая длительность:         | Общая длительность: | 40:41        |

## Участники записи
Gorguts
- Люк Лемэй — ритм-гитара, вокал
- Дэн Монгрейн — ритм-гитара, соло-гитара
- Стив Клотье — бас-гитара
- Стив МакДональд — ударные

Технический персонал
- Пьер Ремиллар — продюсирование, звукорежиссура, сведение
- Луи Лего — запись инструментов
- Сильвен Брисбуа — мастеринг